# كلود روي
كلود روي (28 أغسطس 1915 - 13 ديسمبر 1997) هو شاعر وكاتب مقالات فرنسي. ولد وتوفي في باريس.

## جوائز
- 1951 جائزة فينيون
- 1969 الجائزة الأدبية فاليري لاربو من أجل كتابه  Le verbe Aimer et autres essais
- 1985 جائزة غونكور للشعر

## أعماله
- Le verbe Aimer et autres essais (1969)
- Moi je (1969)
- Nous (1972)
- Enfantasques (1974)
- Somme toute (1976)

## روابط خارجية
- كلود روي على موقع ميوزك برينز (الإنجليزية)